# Teatro Teresa Carreño
O Teatro Teresa Carreño é um complexo cultural, um dos mais importantes da América, o segundo maior da América do Sul, o maior da Venezuela. Nele estão representados concertos sinfônicos e populares, espetáculos diversos, óperas, balé clássico, dança e teatro. Está localizado na Paróquia San Agustín do Município Libertador, no coração cultural de Caracas, no final da Avenida Paseo Colón em Los Caobos, perto das torres do Parque Central, em seus arredores imediatos estão a Praça de los Museos, o Parque Los Caobos, o Hotel Alba Caracas, a Universidade das Artes, entre outros. Tem duas salas principais: a Ríos Reyna e a José Félix Ribas. O teatro tem o nome da ilustre pianista venezuelana Teresa Carreño.
O teatro conta com duas companhias estáveis de prestígio: o Coro de Ópera Teresa Carreño, e o Ballet Teresa Carreño, que foi dirigido até 2002 pelo coreógrafo e mestre Vicente Nebrada, para posteriormente ser uma companhia dirigida por um corpo colegiado e apoiada pela figura de um coordenador, a partir de 2005 até à atualidade. A particularidade desta companhia, reside na sua permanência no teatro como um corpo de dança estável, financiado diretamente pelo Teatro Teresa Carreño, com recursos do Estado.

## História

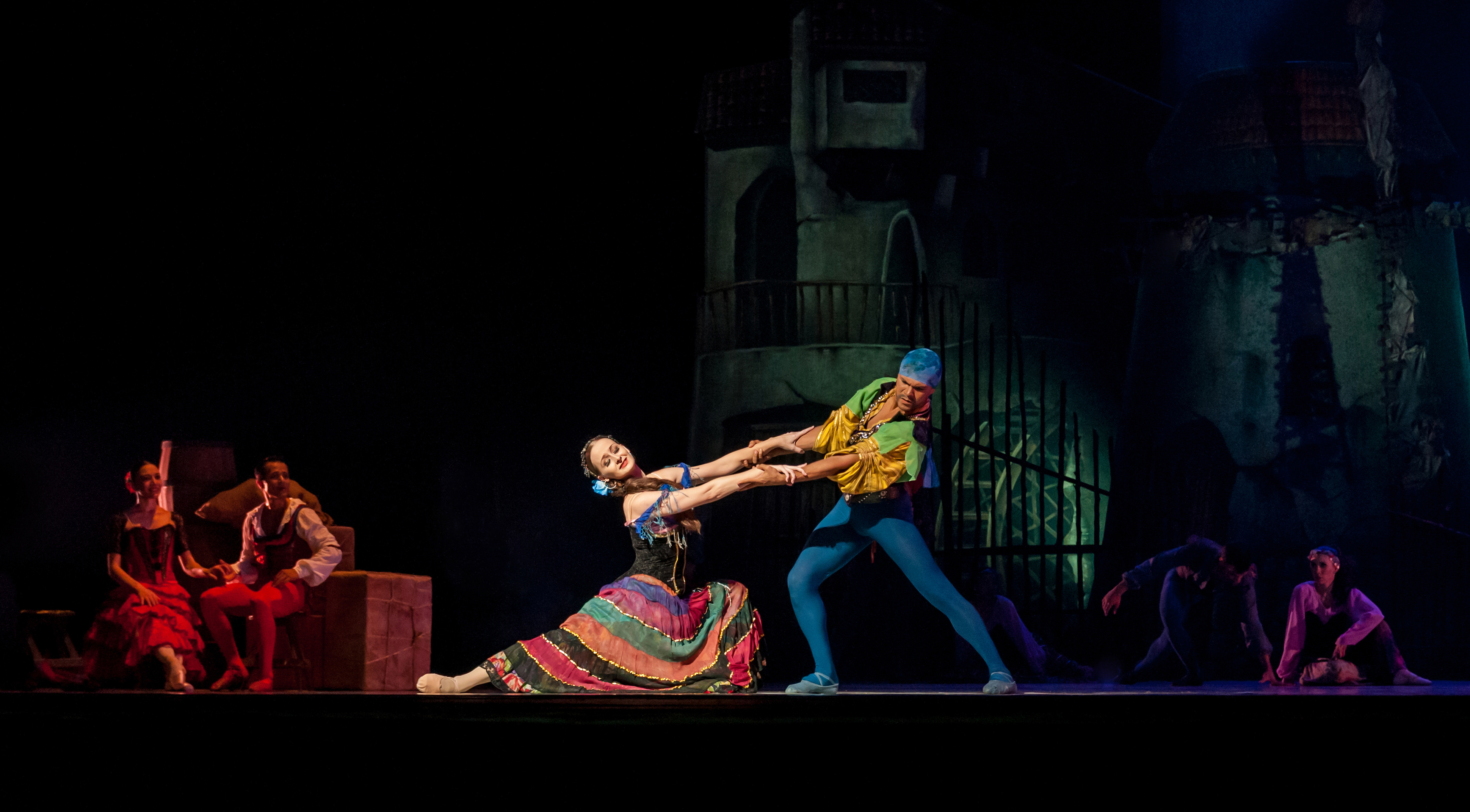
Dom Quixote de La Mancha

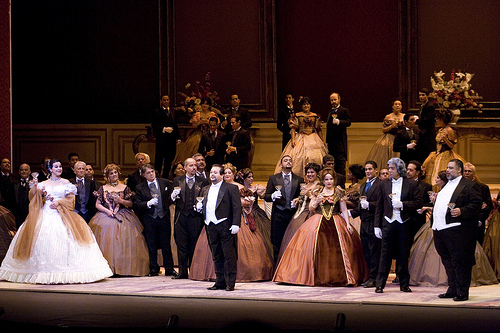
La Traviata, 2008

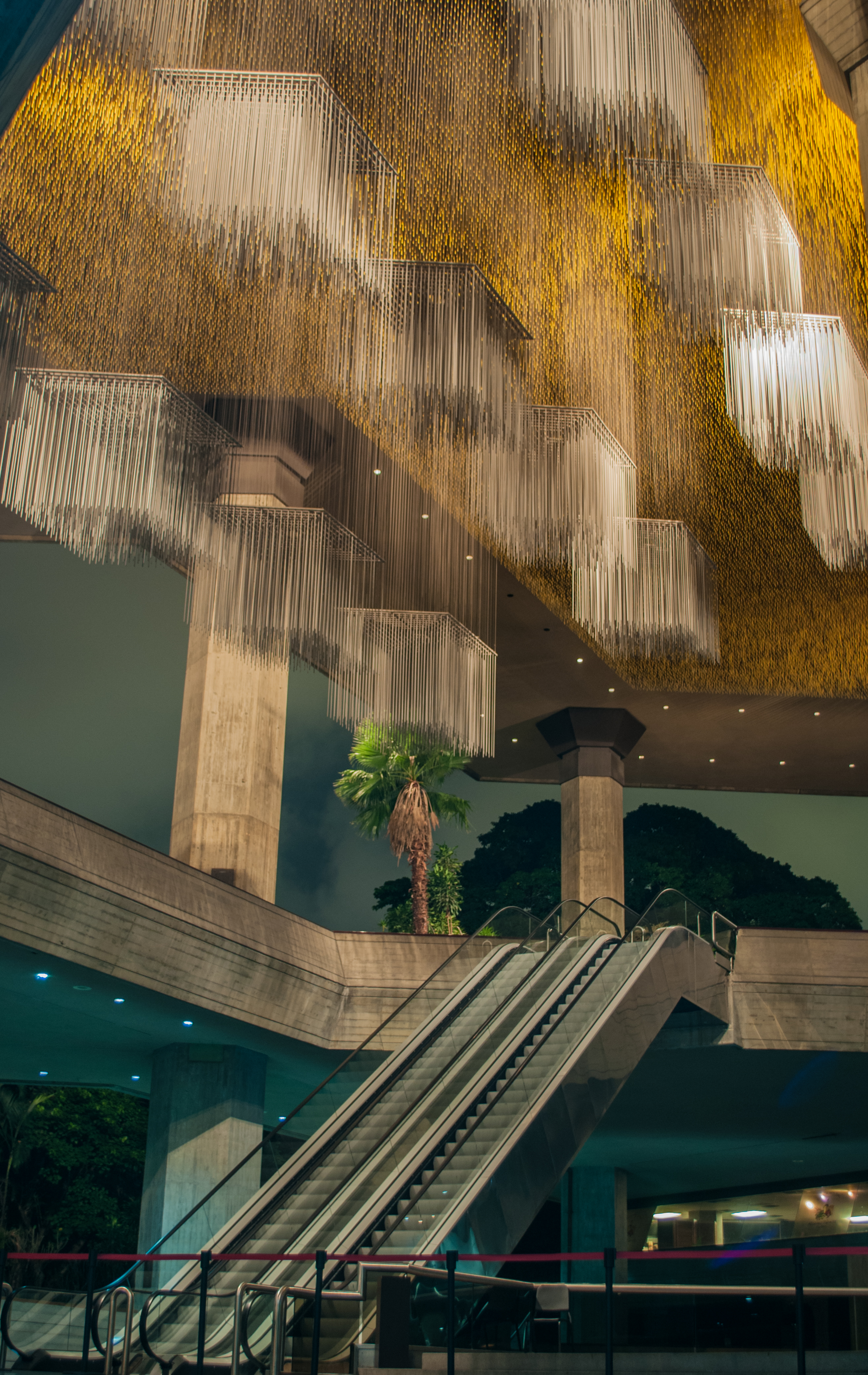
Teto do Foyer

Na década de 1970, Pedro Antonio Ríos Reyna, violinista e presidente da Orquestra Sinfônica da Venezuela, apresentou um plano para construir uma sala de concertos que serviria de sede para a Orquestra desde os teatros mais importantes de Caracas na época: o Teatro Municipal (inaugurado em 1881) e o Teatro Nacional (inaugurado em 1905), não satisfaziam plenamente as exigências técnicas e de capacidade cada vez maiores. O Centro Simón Bolívar amplia o projeto para transformá-lo em um complexo cultural multiuso. O concurso foi entregue em setembro de 1970 aos arquitetos Tomás Lugo Marcano, Jesús Sandoval e Dietrich Kunckel, que percorreram vários teatros do continente americano e europeu para conhecer os avanços técnicos dos mais importantes teatros da época, incluindo o Queen Elizabeth London Hall e o centro da Filarmônica de Berlim.
A construção do complexo cultural iniciou-se em 1973 durante a presidência de Rafael Caldera e oficialmente culminou em 1983, durante o governo de Luis Herrera Campins. Seu custo total estima-se em 540 milhões de bolívares da época.
O teatro foi inaugurado em duas fases, primeiro a sala José Félix Beiras, em fevereiro de 1976, e depois a sala Rios Reyna e o resto do complexo, a 19 de abril de 1983, com um concerto da Orquestra Sinfónica Venezuela. Em 1984 fechou-se por oito meses para a culminação e dotação técnica de alguns espaços.
Em 1988 graças à gestão da diretora do Teatro presidida naquele tempo por Elías Pérez Borjas, e a Fundação Neumann, inaugurou-se uma sala de exposições que conta com duas amostras dos pertences de dois famosos músicos venezuelanos: uma dedicada à pianista Teresa Carreño e outra ao compositor Reynaldo Hahn.
Em 2005, a exposição da pianista Teresa Carreño foi transferida para uma pequena e modesta sala vizinha, sem contar a de Reynaldo Hahn. Foi a sede do grupo Danzahoy, e abrigou durante anos o escritório da Companhia Nacional de Teatro, a Livraria Latino-Americana Monte Ávila, a Film Store da Cinemateca Nacional, a Art Store do Ministério da Cultura e a extinta Loja Entreacto, discos (principalmente música acadêmica), livros e curiosidades relacionadas ao próprio teatro e ao mundo das artes cênicas.
A assessoria técnica para o complexo foi do professor George Izenhour, afamado engenheiro, com uma cátedra criada para ele pela Universidade Yale nos E.U.A. Seu comentário em seu livro «Theater Design» foi: «Uma combinação de elementos proclamada impossível por arquitetos, desenhadores de palcos e assessores teatrais em Europa, Austrália e outras partes finalmente materializar-se-á não no Norte mas na América do Sul. Novamente, como eles outros três pontos relevantes de minha prática de consultoria em desenho teatral de uso múltiplo, esta foi outra ocasião onde a combinação correta de mentes aventureiras (arquitetos, assessores, engenheiros e contratadoras foi afortunada. O mais importante de tudo aqui foi um cliente-proprietário desinibido pelos ditados da tradição, não ofuscado pelo dogma presente de dois séculos de desenho e construção de casa de opera-sala de concertos-teatro, que escutou aos desenhadores e confiou nas sua habilidades».

## Espaços

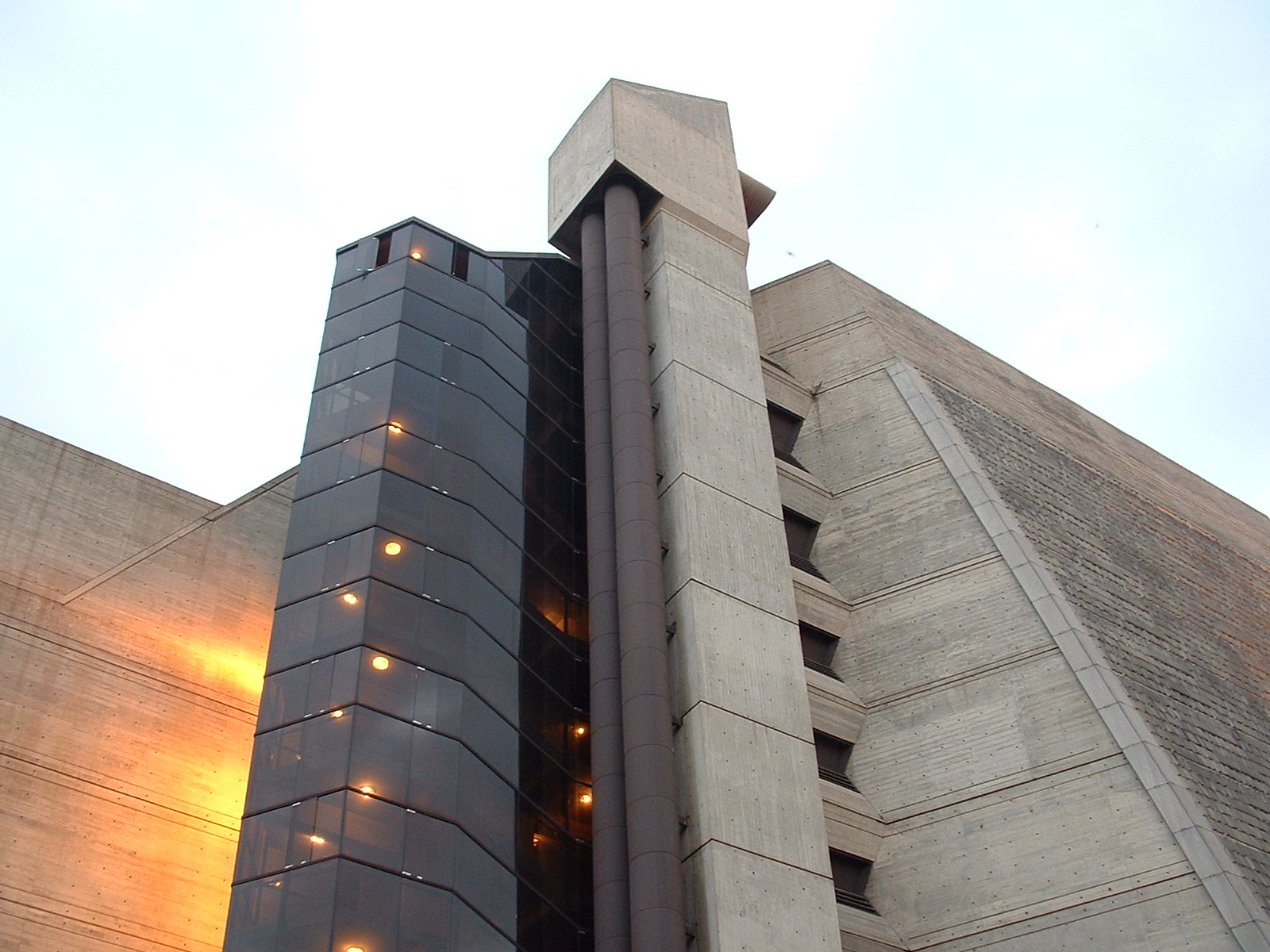
Teatro Teresa Carreño

O Teatro Teresa Carreño é uma obra arquitetônica e cultural sem igual na história da Venezuela. Situado num terreno de 22.586 m² e com mais de 80.000 m² de construção, o imponente edifício ergue-se integrando o betão com a natureza e as artes plásticas. Enormes colunas e tetos hexagonais quase sobrepostos tornam a majestade deste edifício com uma arquitetura pluralista e integração espacial única em seu estilo.
O teatro tem duas salas principais: Ríos Reyna e José Félix Ribas, além de outros espaços abertos e fechados, terraços e salas altamente versáteis que servem para apresentar pequenos recitais ou conferências. A entrada do complexo cultural é precedida pela Praça Vicente Emilio Sojo, em homenagem ao famoso compositor e um dos fundadores da Orquestra Sinfônica da Venezuela. O complexo cultural possui ainda um escritório e uma área de produção à altura dos teatros mais importantes do mundo: dois subsolos abrigam espaços para adereços, marcenaria, oficinas de ferreiro, cabeleireiro e maquiagem, alfaiataria, várias salas de ensaio e armazenamento de cenários.
No teatro há várias obras de arte do artista cinético venezuelano Jesús Soto :
- Cubos virtuais brancos sobre projeção amarela (no teto do foyer da Sala Ríos Reyna).
- Cubos vibrantes em progressão preto e branco (no estacionamento, em frente à Sala José Felix Ribas).
- Nuvens Brancas localizadas vários metros acima dos assentos da Sala Ríos Reyna para funcionar como elemento acústico e ornamental.
- Pirâmides vibrantes (teto acústico da Sala José Félix Ribas)
- Cortina de escrita preta sobre fundo branco e cortina ignífuga ou «Teaser»; ambos originalmente no palco da Sala Ríos Reyna, mas hoje desincorporados..

Há também uma amostra do artista Pedro Básalo, um busto de Teresa Carreño (situado no porão 1); de Harry Abend, Mural Relief on Inclined Screens (na cúpula piramidal truncada externa do palco Ríos Reyna), além de outros artistas como: Erling Oloe, Colette Dellozane, Jorge Pizani e Vincenzo Gemito.
Nos espaços internos do teatro as orquestras têm seus escritórios: Sinfônica Simón Bolívar, Sinfônica da Venezuela e Filarmônica Nacional.

## Quarto Reyna Rivers

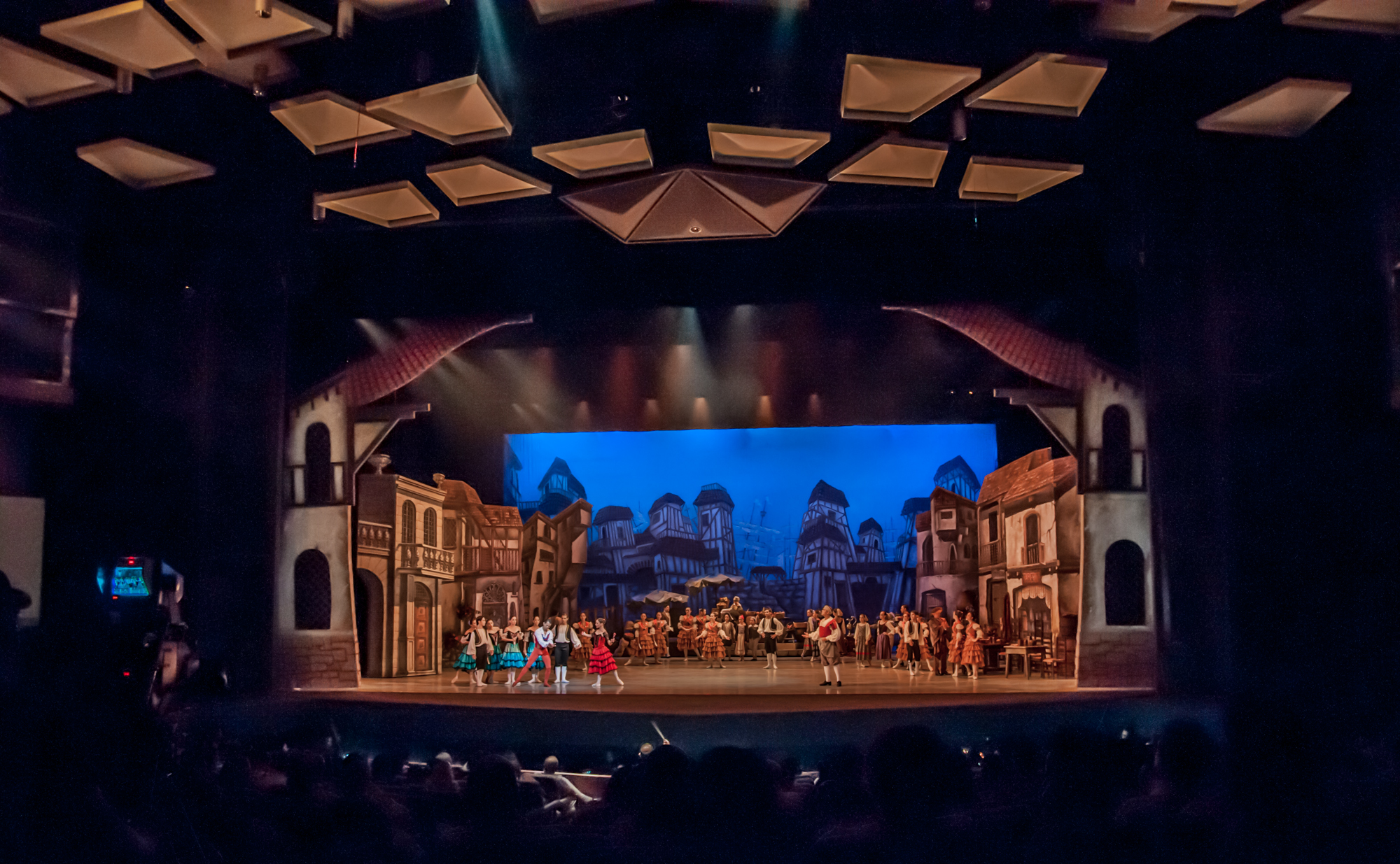
Sala Ríos Reyna com o espetáculo de balé Don Quixote. Balé Teresa Carreno, 2013

É a sala principal do teatro. Sede da Orquestra Sinfônica da Venezuela. Leva seu nome em homenagem a um músico venezuelano tão importante e promotor da ideia de construir o salão e depois o complexo cultural, que morreu em um acidente em Nova Iorque em 1971 e nunca conseguiu ver seu projeto concretizado.
A Sala Ríos Reyna tem capacidade para 2.367 espectadores, distribuídos em 24 zonas. É o palco mais importante para espetáculos sinfônicos, de ópera e balé clássico da cidade. Originalmente concebido como uma sala de concertos, foi posteriormente enriquecido como um espaço multiuso com um palco tão versátil que pode apresentar qualquer gênero artístico, tanto que pode receber desde espetáculos de ópera até concursos de beleza, como o Miss Venezuela, que se realizou neste local em dois anos consecutivos: 1993 e 1994.

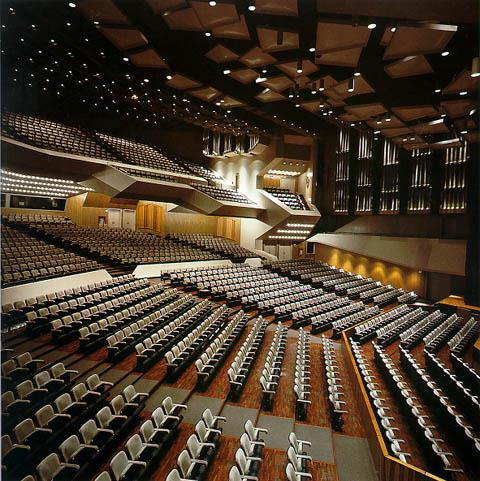
Sala Rios Reyna

A sala tem 45 m de comprimento e 40 m de largura. Os assentos estão distribuídos em vinte e seis áreas numeradas entre o pátio e a varanda. A sala também possui um fosso de orquestra, que funciona em uma plataforma versátil que pode ser usada para abrigar os músicos em caso de balé, recital ou ópera; o fosso também pode funcionar como prolongamento do palco quando a plataforma sobe ao nível do palco ou como prolongamento da sala, uma vez que existe um sistema de 146 lugares armazenados abaixo do nível do pátio que podem subir com a mesma plataforma do fosso até ao nível do pátio para colocar os assentos adicionais nas primeiras cinco filas mais próximas do palco.
A sala conta ainda com cabines de iluminação, som, vídeo, diversos dispositivos acústicos que vão desde a própria arquitetura e elementos da sala até os equipamentos técnicos adequados para qualquer tipo de apresentação.
O palco da sala Ríos Reyna foi projetado com dimensões especiais para se adaptar a múltiplos usos. Possui uma área de uso de 900 m² em formato semi-hexagonal. O palco possui uma série de mecanismos hidráulicos e 4 plataformas móveis intercambiáveis (incluindo uma rotativa) que permitem adaptá-lo a usos e requisitos específicos do gênero do espetáculo a ser apresentado. Suspensos do teto com um sistema de guias e treliças estão a concha acústica, as pontes de luzes, uma tela de cinema de 20 m de largura (a maior do país), os cicloramas, os bastidores, as pernas e as cortinas. Dois deles especialmente desenhados pelo artista cinético venezuelano Jesús Soto.

## Sala José Félix Ribas
Chamado de “Sala del Nuevo Arte” (Sala da Nova Arte), leva seu nome em homenagem ao líder venezuelano da Batalha de La Victoria. Foi inaugurado em 12 de fevereiro de 1976 para comemorar o primeiro aniversário da Orquestra Sinfônica Nacional Juvenil Juan José Landaeta, depois que o salão foi patrocinado pela Fundação Pro-Artes Coreográficos, o Ateneo e depois a Orquestra Juvenil.
Por muitos anos foi a sede da Fundação Estatal para o Sistema Nacional de Orquestras Juvenis e Infantis da Venezuela (FESNOJIV) presidida pelo Maestro José Antonio Abreu. É a sede da Orquestra Sinfônica Juvenil da Venezuela desde fevereiro de 1976.
A sala José Félix Ribas foi concebida como uma sala de concertos sinfónicos (pode-se dizer que era um estúdio, dada a intimidade que o tamanho da sala produz) e uma câmara. Tem uma forma de teatro semicircular grego, um espaço de 507,5 m², um foyer de 160 m², um palco de 261 m² e capacidade para 347 pessoas.
Assim como o Ríos Reyna, o local também conta com camarotes e plantas de iluminação, elementos acústicos integrados à sua arquitetura, camarins e salas de ensaio.